# Nikon D90
Nikon D90 er et 12,3 megapixel digitalt spejlreflekskamera. Kameraet blev annonceret af Nikon den 27. august 2008. D90 er et »prosumer«-kamera, en mellemting mellem professionelle kameraer og amatørkameraer. D90 var det første DSLR med mulighed for videooptagelse.